# 东方角海葵
东方角海葵（学名：Cerianthus orientalis）为角海葵科角海葵属的动物。分布于日本，包括黄渤海、南海等海域。其种加词“orientalis”意为“东方的”。